# Aiptasiidae
Aiptasiidae is een familie uit de orde van de zeeanemonen (Actiniaria). De familie is voor het eerst wetenschappelijk beschreven door Carlgren in 1924. De familie omvat 4 geslachten en 21 soorten.

## Geslachten
- Aiptasia Gosse, 1858
- Aiptasiogeton Schmidt, 1972
- Bartholomea Duchassaing de Fombressin & Michelotti, 1864
- Exaiptasia Grajales & Rodriguez, 2014
- Neoaiptasia Parulekar, 1969
- Paraiptasia England, 1992
- Paranthea Verrill, 1868